# Eccleshall Castle
Eccleshall Castle er et landsted i Eccleshall, Staffordshire, England. Den blev oprindeligt opført i 1200-tallet, hvor biskop Geoffrey de Muschamp fik licens til krenelering af kong John John til .
Denne borg blev erstattet af en ny og støtter borg i 1305 af biskop Walter Langton.
Den nuværende bygning blev opført i ruinerne af den tidligere borg i 1693 af William Lloyd, Biskop af Lichfield og Coventry, og inkorporerede fragmenter af den ødelagt borg fra 1300-tallet.
Sir Walter Scott besøgte ofte borgen som gæst hos den davaærende biskop, James Cornwallis.
Det er et Scheduled Ancient Monument og listed building af anden grad.